# Rina De Liguoro
Pour les articles homonymes, voir De Liguoro.
Elena Caterina « Rina » Catardi — née le 24 juillet 1892 à Florence (Toscane), morte le 15 avril 1966 à Rome (Latium) — est une actrice italienne, connue comme Rina De Liguoro.

## Biographie
En 1918, elle épouse l'acteur et réalisateur Wladimiro De Liguoro (it) (1893-1968) — lui-même fils de Giuseppe De Liguoro — et se fait connaître au cinéma sous le nom de son mari.
Elle débute à l'écran dans deux films muets italiens sortis en 1921. Suit une vingtaine d'autres films muets (certains réalisés par son mari), dont le péplum italien Les Derniers Jours de Pompéi de Carmine Gallone et Amleto Palermi (1926, avec Victor Varconi), le film français Casanova d'Alexandre Volkoff (1927, avec Ivan Mosjoukine et Suzanne Bianchetti), ou encore le film franco-allemand Cagliostro de Richard Oswald (1929, avec Hans Stüwe dans le rôle-titre et Renée Héribel).
Après le passage au parlant, elle tente sa chance à Hollywood et contribue ainsi à sept films américains sortis au cours des années 1930. Deux sont tournés en langue espagnole, dont Politiquerías de James W. Horne (1931, avec Laurel et Hardy), version alternative de Quand les poules rentrent au bercail.
Mentionnons également Romance de Clarence Brown (1930, avec Greta Garbo et Gavin Gordon) et Madame Satan de Cecil B. DeMille (1930, avec Kay Johnson et Reginald Denny). Son dernier film américain, coproduit avec le Mexique, est The Mad Empress de Miguel Contreras Torres (avec Lionel Atwill et Conrad Nagel), sorti en 1939.
Ultérieurement, elle participe à seulement sept films, dont Demain est un autre jour de Léonide Moguy (1951, avec Pier Angeli et Aldo Silvani) ; le dernier est la coproduction franco-italienne Le Guépard de Luchino Visconti (1963, avec Burt Lancaster, Alain Delon et Claudia Cardinale).

## Filmographie

### Période européenne (sélection)
(films italiens, sauf mention contraire ou complémentaire)
- 1921 : Saracinesca d'Augusto Camerini et Gaston Ravel
- 1922 : Une idylle tragique (Idillio tragico) de Gaston Ravel
- 1923 : Il trittico de Mario Bonnard
- 1924 : Messaline (Messalina) d'Enrico Guazzoni : rôle-titre
- 1924 : Quo vadis ? de Gabriello D'Annunzio et Georg Jacoby : Eunice
- 1925 : La via del peccato d'Amleto Palermi
- 1925 : Le Plus Grand Amour (Il focolare spento) d'Augusto Genina : Manoela
- 1926 : Les Derniers Jours de Pompéi (Gli ultimi giorni di Pompei) de Carmine Gallone et Amleto Palermi : Ione
- 1927 : Casanova d'Alexandre Volkoff (film français) : Corticelli
- 1928 : Der geheimnisvolle Spiegel de Carl Hoffmann et Richard Teschner (film germano-italien) : l'amie de l'homme riche
- 1929 : Cagliostro de Richard Oswald (film franco-allemand) : Laura, marquise d'Espada
- 1930 : Assunta Spina de Roberto Roberti : rôle-titre
- 1951 : Demain est un autre jour (Domani è un altro giorno) de Léonide Moguy : Rosa
- 1956 : Les Week-ends de Néron (Mio figlio Nerone) de Steno (film franco-italien)
- 1963 : Le Guépard (Il Gattopardo) de Luchino Visconti (film franco-italien) : la princesse de Presicce

### Période américaine (intégrale)
(films américains, sauf mention complémentaire)
- 1930 : Romance de Clarence Brown : Nina
- 1930 : Madame Satan (Madam Satan) de Cecil B. DeMille : l'espagnole
- 1931 : The Bachelor Father de Robert Z. Leonard : Hortense
- 1931 : Politiquerías de James W. Horne : l'ancienne petite amie d'Oliver
- 1934 : La Métisse (Behold My Wife), de Mitchell Leisen : la comtesse Slavotski
- 1936 : Angelina o el honor de un brigadier de Louis King et Miguel de Zárraga : Marcela de Cattaro
- 1939 : The Mad Empress de Miguel Contreras Torres (film américano-mexicain) : Matilda